# Notodiaptomus
Notodiaptomus là một chi động vật giáp xác trong họ Diaptomidae.

## Các loài
Chi này gồm các loài:.
- Notodiaptomus amazonicus (S. Wright, 1935)
- Notodiaptomus anceps Brehm, 1958
- Notodiaptomus anisitsi (Daday, 1905)
- Notodiaptomus bidigitatus (Brehm, 1958)
- Notodiaptomus brandorffi Reid, 1987
- Notodiaptomus carteri (Lowndes, 1934)
- Notodiaptomus cearensis (S. Wright, 1936)
- Notodiaptomus conifer (G. O. Sars, 1901)
- Notodiaptomus coniferoides (S. Wright, 1927)
- Notodiaptomus dahli (S. Wright, 1936)
- Notodiaptomus deitersi (Poppe, 1891)
- Notodiaptomus dentatus Paggi, 2001
- Notodiaptomus difficilis Dussart & Frutos, 1987
- Notodiaptomus dilatatus Dussart, 1984
- Notodiaptomus dubius Dussart, 1986
- Notodiaptomus echinatus (Lowndes, 1934)
- Notodiaptomus gibber (Poppe, 1889)
- Notodiaptomus henseni (F. Dahl, 1894)
- Notodiaptomus iheringi (S. Wright, 1935)
- Notodiaptomus incompositus (Brian, 1925)
- Notodiaptomus inflatus (Kiefer, 1933)
- Notodiaptomus isabelae (S. Wright, 1936)
- Notodiaptomus jatobensis (S. Wright, 1936)
- Notodiaptomus lobifer (Pesta, 1927)
- Notodiaptomus maracaibensis Kiefer, 1954
- Notodiaptomus nordestinus (S. Wright, 1935)
- Notodiaptomus orellanai Dussart, 1979
- Notodiaptomus paraensis Dussart & B. A. Robertson, 1984
- Notodiaptomus pseudodubius Defaye & Dussart, 1989
- Notodiaptomus santaremensis (S. Wright, 1927)
- Notodiaptomus simillimus Cicchino, Santos-Silva & Robertson, 2001
- Notodiaptomus spinuliferus Dussart, 1986
- Notodiaptomus susanae (Paggi, 1976)
- Notodiaptomus transitans (Kiefer, 1929)
- Notodiaptomus ohlei (Brandorff, 1978) (species inquirenda)
- Notodiaptomus santafesinus Ringuelet & Ferrato, 1967 (species inquirenda)